# Hoogovenstoernooi 1974
Het Hoogovenstoernooi 1974 was een schaaktoernooi dat plaatsvond in het Nederlandse Wijk aan Zee. Het werd gewonnen door Walter Browne.

## Eindstand
| Nr.    | Speler             | Punten |
| ------ | ------------------ | ------ |
| Goud   | Walter Browne      | 11     |
| Zilver | Johannes Donner    | 9½     |
| Brons  | Milan Matulović    | 9      |
| Brons  | Albin Planinc      | 9      |
| Brons  | Hans-Joachim Hecht | 9      |
| 6      | Gennadi Sosonko    | 8      |
| 6      | Jan Timman         | 8      |
| 6      | Ivan Radulov       | 8      |
| 9      | Arturo Pomar       | 7½     |
| 9      | Miguel Quinteros   | 7½     |
| 11     | Győző Forintos     | 6½     |
| 12     | András Adorján     | 6      |
| 12     | Bert Enklaar       | 6      |
| 14     | Kick Langeweg      | 5      |
| 14     | Theodor Ghițescu   | 5      |
| 14     | Hans Ree           | 5      |